# Malvar (Batangas)
Malvar ist eine philippinische Stadtgemeinde in der Provinz Batangas.

## Geografie
Die Stadtgemeinde liegt 68 km südlich von Manila und ist von dort über den STAR Tollway zu erreichen. Malvar grenzt im Norden an Tanauan City, im Osten an Santo Tomas, im Süden an Lipa City und im Westen an Balete.

## Herkunft des Namens
Die Stadtgemeinde ist nach General Miguel Malvar benannt. Miguel Malvar war der letzte philippinische General der 1902 im Philippinisch-Amerikanischen Krieg kapitulierte.

## Sehenswürdigkeiten
Malvar ist bekannt für die Calejon Wasserfälle. Diese Natursehenswürdigkeit besteht aus zwei größeren Wasserfällen und zwei kleineren Wasserfällen. Einer der größeren ist 3 bis 4 m hoch. Eine große Menge Wasser strömt über diesen Teil des Wasserfalls und sammelt sich in einem seichten Becken. Der andere Teil, ebenfalls ungefähr 3 bis 4 m hoch ähnelt einem Brautkleid. Einer der zwei kleineren Wasserfälle ist ähnlich einer Dusche, der andere der beiden kleineren Fälle besteht aus vielen kleinen Kaskaden. Die Wasserfälle liegen in einem etwa 300 m² großen Bereich.

## Baranggays
Malvar ist politisch unterteilt in 15 Barangays.
- Bagong Pook
- Bilucao (San Isidro West)
- Bulihan
- San Gregorio
- Luta Del Norte
- Luta Del Sur
- Poblacion
- San Andres
- San Fernando
- San Isidro East
- San Juan
- San Pedro I (East)
- San Pedro II (West)
- San Pioquinto
- Santiago

## Persönlichkeiten
- Leoncio Leviste Lat (1917–2002), philippinischer römisch-katholischer Geistlicher und Weihbischof in Manila